# Шибалово (Ленинградская область)
Шибалово — деревня в Лидском сельском поселении Бокситогорского района Ленинградской области.

## История
Согласно X-ой ревизии 1857 года:

ШИБАЛОВО — деревня, принадлежит фон Поппен: хозяйств — 2, жителей: 12 м. п., 13 ж. п., всего 25 чел.

По земской переписи 1895 года:

ШИБАЛОВО — деревня, крестьяне бывшие фон Поппен: хозяйств — 10, жителей: 25 м. п., 33 ж. п., всего 58 чел.

В конце XIX — начале XX века деревня административно относилась к Верховско-Вольской волости 1-го земского участка 3-го стана Устюженского уезда Новгородской губернии.

ШИБАЛОВО — деревня Шибаловского сельского общества, число дворов — 11, число домов — 12, число жителей: 33 м. п., 28 ж. п.; Занятие жителей: земледелие, лесные заработки. Речка Обломна. (1910 год)

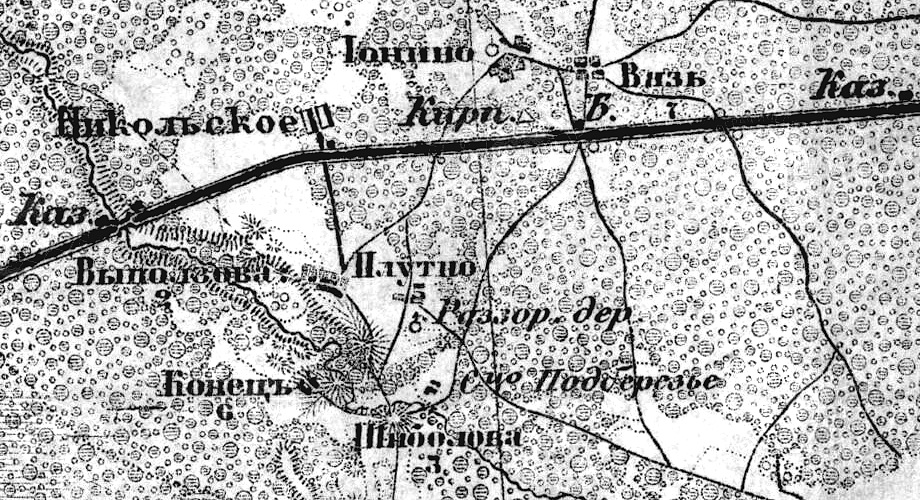
Деревня Шибалово на карте 1917 года

Согласно военно-топографической карте Новгородской губернии издания 1917 года деревня называлась Шиболова и состояла из 3 крестьянских дворов.
С 1917 по 1927 год деревня входила в состав Советской волости Устюженского уезда Череповецкой губернии.
С 1927 года, в составе Шибаловского сельсовета Ефимовского района.
По данным 1933 года деревня Шибалово входила в состав Шибаловского сельсовета Ефимовского района.
С 1959 года, в составе Подборовского сельсовета.
С 1965 года, в составе Бокситогорского района. В 1965 году население деревни составляло 104 человека.
По данным 1966, 1973 и 1990 годов деревня Шибалово входила в состав Подборовского сельсовета.
В 1997 году в деревне Шибалово Подборовской волости проживали 38 человек, в 2002 году — 18 человек (русские — 89 %).
В 2007 году в деревне Шибалово Подборовского сельского поселения проживали 19 человек, в 2010 году — также 19 человек.
Со 2 июня 2014 года — в составе вновь созданного Лидского сельского поселения Бокситогорского района.
В 2015 году в деревне Шибалово Лидского СП проживал 21 человек.

## География
Деревня расположена в восточной части района к северу от автодороги 41К-033 (Сомино — Ольеши).
Расстояние до посёлка Подборовье — 4 км.
Расстояние до ближайшей железнодорожной станции Подборовье — 4 км. Ближайший остановочный пункт — платформа 292 км.
Через деревню протекает река Обломна.

## Демография
| 1997 | 2002 | 2007 | 2010 | 2017 |
| ---- | ---- | ---- | ---- | ---- |
| 17   | ↘15  | ↘6   | →6   | ↘3   |

## Инфраструктура
На 1 января 2016 года в деревне было зарегистрировано 5 домохозяйств.